# Bania Baszi Dżamija
Bania Baszi Dżamija (bułg. Баня баши джамия, tur. Banyabaşı Camii) – meczet znajdujący się w Sofii, w Bułgarii. Jest jedynym działającym meczetem w mieście oraz jednym z najstarszych meczetów w Europie.

## Historia
Meczet Bania Baszi swoją nazwę wywodzi od dawnej łaźni, która znajdowała się w tym miejscu. W lokalizacji, gdzie został zbudowany meczet od czasów rzymskich, istniało źródło termalne, które zasilało publiczną łaźnie turecką (Hammam), istniejącą od co najmniej XVI wieku, która graniczyła bezpośrednio z meczetem. Przed wybudowaniem nowej dużej, centralnej łaźni mineralnej w 1913 roku, stara łaźnia turecka była już w bardzo złym stanie. Właśnie od niej nazwano meczet Bania Baszi.
Bania oznacza kąpiel. Banja-Baszi oznacza wiele kąpieli, dlatego nazwa meczetu jest również tłumaczona jako meczet kąpielowy. Założycielem meczetu był Mułła (Molla) Efendi Kadı Seyfullah, który zbudował meczet na pamiątkę swojej zmarłej żony. Starsze źródła nazywają ten meczet meczetem Molla Efendi lub meczetem Kadı Seyfullah.
Po zakończeniu rządów osmańskich w 1878 w Sofii były 32 meczety. Z tych budynków obecnie zachowało się pięć. Meczet Bania Baszi jest jedynym meczetem w bułgarskiej stolicy, który zachował się w pierwotnej formie. W budynku dawnego Wielkiego Meczetu (bułg. Буюк джамия/Bujuk Dżamija) mieści się obecnie Narodowe Muzeum Archeologiczne.
Na łuku nad drzwiami frontowymi namalowany jest tekst, którego nie da się odszyfrować. Poniżej znajduje się rok 974, dlatego zakłada się, że meczet został zbudowany w roku 974 według kalendarza muzułmańskiego, który rozpoczął się od hidżry. Odpowiada to kalendarzowi chrześcijańskiemu (kalendarz gregoriański) w roku 1566 lub 1567. Islamski rok 974 trwał w kalendarzu juliańskim od 19 lipca 1566 do 9 lipca 1567. W tym czasie Imperium Osmańskie rządziło Sofią i większością Półwyspu Bałkańskiego.
Podczas rządów komunistycznych w Bułgarii (1944–1989) meczet nie był eksploatowany. Od 1989 roku znów można usłyszeć modlitewne wezwania muezinów z minaretu.

## Obecnie
Chociaż meczet nie jest oficjalnie otwarty dla turystów, jest on dostępny poza czasem modlitw. Również kobiety mają możliwość wstępu, przy zachowaniu odpowiedniego ubioru oraz nakrycia głowy. W czasie modlitwy, wezwanie modlitewne muezina pochodzi z głośników na minarecie, ale są one tak ciche, że nikną w hałasie ulicznym. Pierwsze (godzina 5) i ostatnie wezwanie modlitewne (godzina 22:30) zostały pominięte ze względu na ochronę przed hałasem. Wezwanie do modlitwy trwa półtorej minuty i odbywa się w języku arabskim.